# Reo (bilmärke)
Reo Motor Car Co var en amerikansk biltillverkare som byggde personbilar i Lansing, Michigan mellan 1904 och 1936.

## Historia
Ransom Eli Olds startade Oldsmobile 1897. 1901 introducerades den framgångsrika Curved Dash-modellen, världens första serietillverkade bil. Olds var fullt nöjd med den lilla encylindriga bilen, men företagets styrelse ville följa trenden och producera större bilar. Olds valde då att hoppa av Oldsmobile och startade ett konkurrerande företag, praktiskt taget tvärs över gatan. 
Den nya bilen kallades Reo (ibland skrivet REO), efter Olds initialer. Reos första bil var en ren kopia av Oldsmobile Curved Dash. Ganska snart kom större modeller och 1906 kom den första fyrcylindriga bilen. Reo sålde bra och 1907 var man USA:s tredje största tillverkare, efter Ford och Buick. Olds nya företag Reo sålde bättre än Oldsmobile varje år fram till 1917. 1911 införde Reo motorer med F-topp. Efter första världskriget byggdes både fyr- och sexcylindriga bilar, men 1920 försvann den sista fyran. 1927 infördes sidventiler och hydrauliska bromsar. Under 1928 och 1929 såldes det billigare systermärket Wolverine, med motor inköpt från den fristående tillverkaren Continental. 1931 kom den första åttacylindriga motorn och Reo gjorde ett försök att slå sig in bland lyxbilarna med Royale-modellen. Tidpunkten att introducera dyra bilar var inte den rätta, mitt under den stora depressionen och Reos försäljning sjönk för varje år under 1930-talet. 
Företagets styrelse beslutade att lägga ned den olönsamma personbilstillverkningen i september 1936 och att koncentrera resurserna på produktionen av kommersiella fordon. Efter ett antal sammanslagningar och uppköp hamnade Reo slutligen hos lastbilstillverkaren White Motor Company, varigenom namnet Reo idag ägs av AB Volvo. Den sista lastbilen med namnet Reo tillverkades på 1990-talet.
- Reo Speed Wagon (Tidig serie)[2],[3]
  - Lastbil med en nyttolast på 1 t och en fyrcylindrig motor.

## I kulturen
En av bilmärkets modeller har fått ge namn till rockbandet REO Speedwagon.

## Bildgalleri

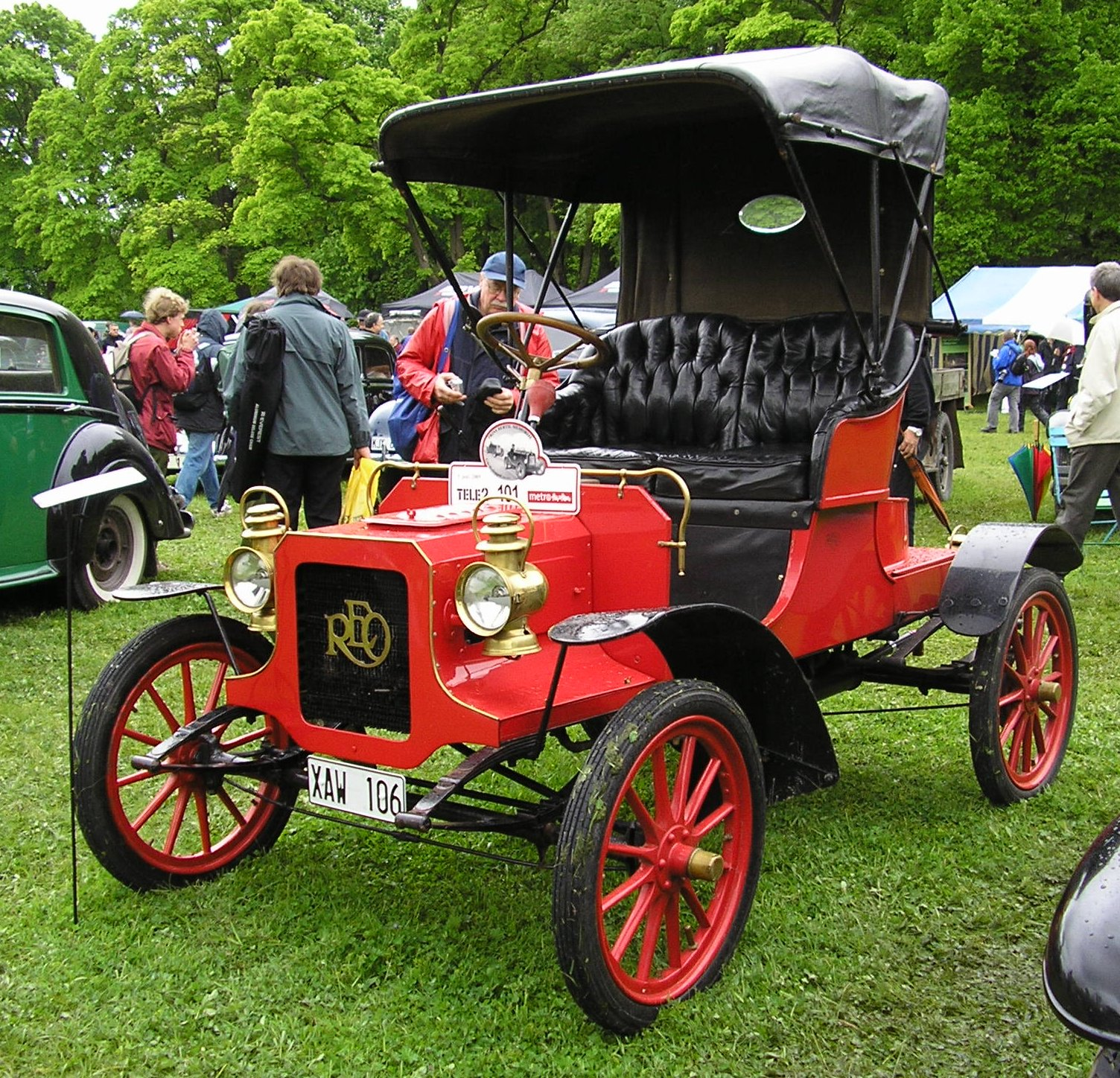
Reo Runabout 1906
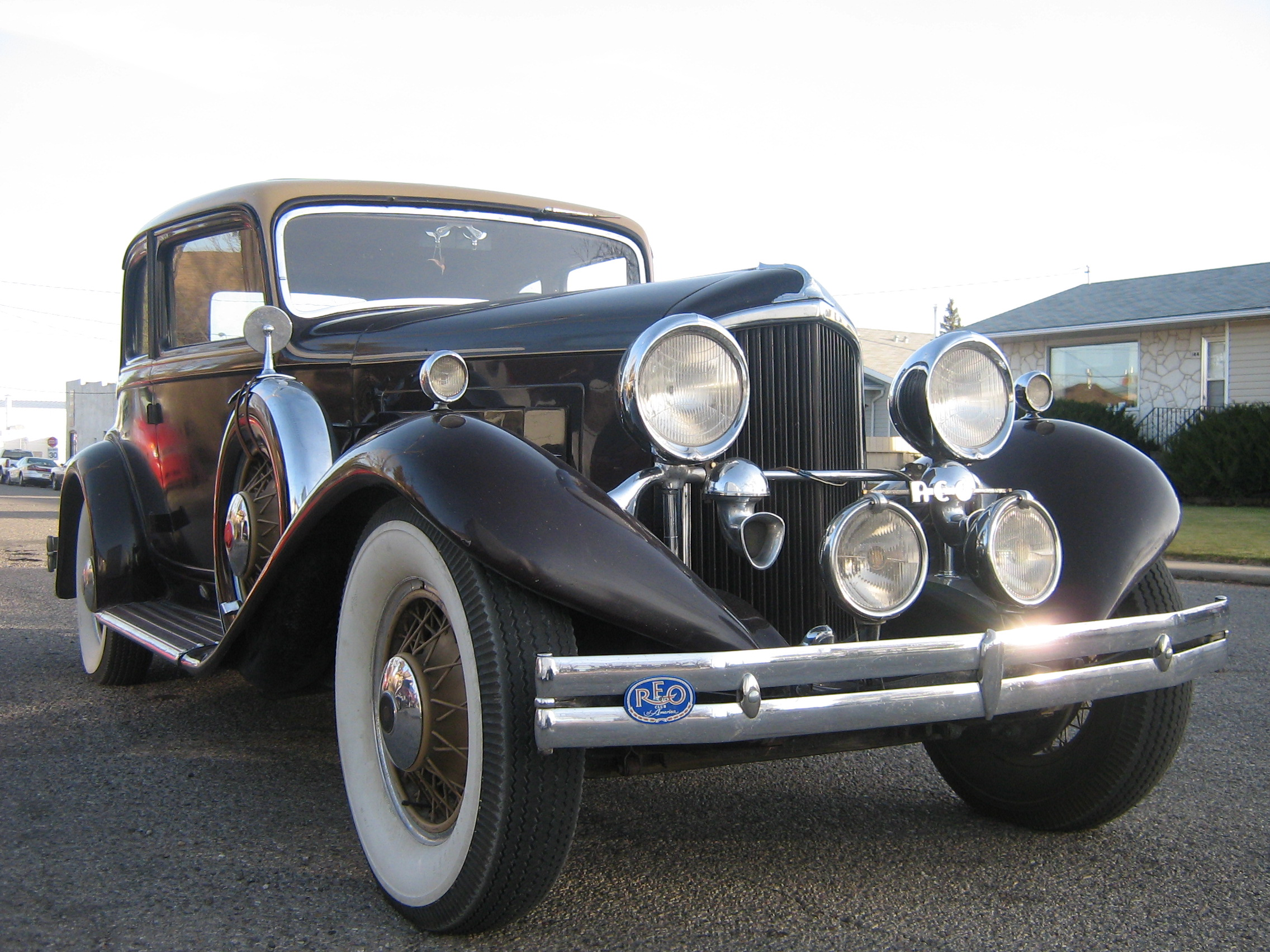
Reo Royale Model 8-35 1931
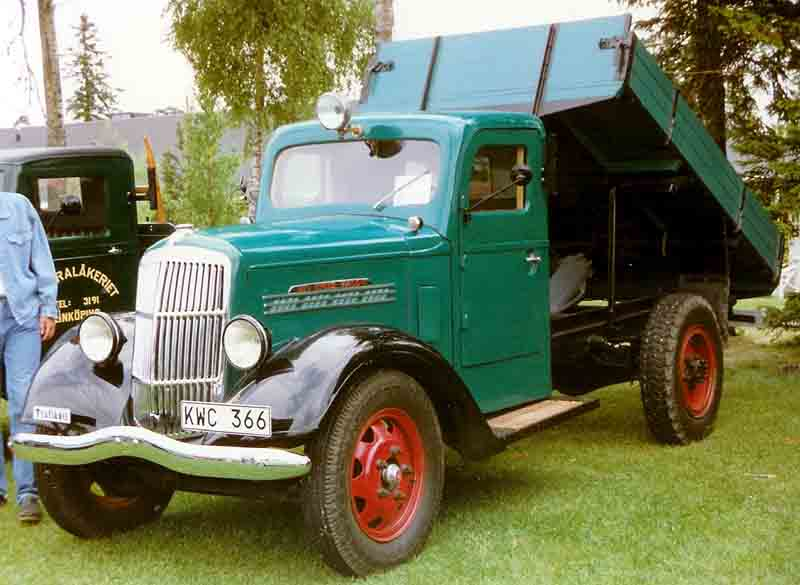
Reo Speed Wagon 1939